# Armando de Gramont, Conde de Guiche
Guy Armando de Gramont, Conde de Guiche (em francês: Guy Armand de Gramont, comte de Guiche; França, 25 de novembro de 1637 – Bad Kreuznach, 29 de novembro de 1673) foi um nobre francês. Notório bissexual do século XVII, foi amante de Filipe I, Duque de Orleães e da esposa deste, a princesa Henriqueta Ana da Inglaterra.

## Biografia
Nascido em 25 de novembro de 1637 na França, Era filho do marechal Antônio III de Gramont, Duque de Gramont e da sua esposa Francisca Margarida du Plessis, sobrinha do Cardeal de Richelieu. Sua irmã foi Catarina Carlota de Gramont, princesa de Mônaco e amante do rei Luís XIV de França.
O escritor Alexandre Dumas disse sobre ele:

O conde Guiche era o mais bonito, gracioso, amável, corajoso e o mais ousado de todos os nobres da corte. Somente a vaidade excessiva e o aparente semblante arrogante, ofuscaram todas as suas maravilhosas qualidades.

Armando era bissexual. Ele fazia parte do séquito de Filipe da França, Duque de Orleães, irmão mais novo abertamente homossexual do rei Luís XIV, onde muitos o consideravam o homem mais bonito da corte. Ele era conhecido por ser vaidoso, arrogante e um pouco desdenhoso, mas seus muitos amantes de ambos os sexos frequentemente ignoravam essas falhas. Foi amante da princesa Henriqueta Ana da Inglaterra, esposa de Filipe, e também cortejou Luísa de La Vallière, a amante do rei.
A Duquesa de Montpensier, prima de Filipe, conta em suas memórias que o primo se apaixonou por Guiche aos dezoito anos, após, segundo a duquesa, apalpar sua "bunda" enquanto dançavam, uma confidencialidade que parecia ir longe demais, mas que Filipe encontrou o que procurava nele.
Guiche, no entanto, não estava suficientemente enamorado de Luísa para desafiar as afeições do rei por ela. Ele foi exilado em 1662 por conspirar juntamente com Henriqueta, que também era amante do rei, que enciumada, tentou separar Luís XIV e Luísa.
Ele lutou contra os turcos e contra a Inglaterra antes de retornar à França em 1669. Em 1672, ele participou da Guerra Franco-Holandesa ao lado de Luís XIV e do Grande Condé, onde se cobriu de glória quando nadou através do Reno, e todo o exército seguiu seu exemplo.
Guy Armando morreu em 29 de novembro de 1673, na Renânia-Palatinado, Alemanha, após ser capturado pelo marechal de campo austríaco Montecuccoli.
Em 1658, foi casado com Marguerite-Louise-Suzanne de Bethune Sully, Condessa de Guiche (1642-1726).

## Na literatura
O Conde de Guiche aparece nos romances de Alexandre Dumas, Vinte Anos Depois e O Visconde de Bragelonne, onde é retratado como o melhor amigo de Raoul, filho do mosqueteiro Athos. No último romance, ele é incluído na comitiva do príncipe Filipe, e assume um papel central na rede emaranhada de intrigas românticas que engolfam a corte.